# Велико Търново (община)
Община Велико Търново се намира в Северна България и е една от съставните общини на област Велико Търново.

## География

### Географско положение, граници, големина
Общината е разположена в югозападната част на област Велико Търново. С площта си от 885,345 km2 заема 1-во място сред 10-те общините на областта, което съставлява 18,99% от територията на областта. Границите ѝ са следните:
- на северозапад – община Павликени;
- на север – община Полски Тръмбеш;
- на североизток – община Горна Оряховица и община Лясковец;
- на изток – община Златарица;
- на югоизток – община Елена;
- на юг – община Гурково от област Стара Загора;
- на югозапад – община Трявна и община Дряново от област Габрово;
- на запад – община Севлиево от област Габрово.

### Релеф, води, природни забележителности

#### Релеф
Релефът на общината е твърде разнообразен – на юг планински, в централните части хълмист и ниско планински, на север равнинен. Територията на общината условно попада в три физикогеографски области на България – Средна Стара планина, Средния Предбалкан и Средната Дунавска равнина.
Към Старопланинската физикогеографска област се отнасят северните части на Тревненска планина, заемаща най-южната част общината. Тук се намира и най-високата точка на общината – връх Чукара (946 m), разположен южно от село Горановци. Източно от Прохода на Републиката в пределите на общината попадатат най-северозападните разклонения на Елено-Твърдишка планина с максимална височина връх Главите 939 m.
Около 3/4 от територията на община Велико Търново попада в пределите на Средния Предбалкан, като преобладаващият релеф е ниско планински и хълмист. Тук са обособени 9 броя възвишения, височини, ридове и плата, които попадат изцяло или частично в пределите на общината. Западно от долината на река Белица (десен приток на Янтра) се простират североизточните разклонения на Габровските възвишения – връх Йовчевски рът (716 m). Югоизточната част на общината, източно от долината на река Белица се заема от западните и северни склонове на Еленските височини – връх Вятърницата (743 m).
Цялата средна част на общината е заета от ниски възвишения и плата. От изток на запад се редуват: Западната част на Присовския рид (409 m). На север от него и източно от Търновския пролом на река Янтра – западните и югозападните склонове на Арбанашкото плато (440 m). На запад от пролома – Беляковското плато (440 m) и неговото западно продължение – Търновските височини (440 m). Югозападно от областния център Велико Търново, между долината на Янтра на север и Дряновска река на югоизток – полупланинският рид Меловете (връх Бакладжия 477 m). Западно от него, след Ветринския пролом на Янтра – северната част на рида Стените (връх Гюнето 510 m). И накрая, в най-западната част на общината, северозападно от горното течение на река Негованка (десен приток на Росица) – най-югоизточните склонове на платото Плужна (връх Картала 394 m).
Най-северната част на общината, северно от Търновските височини е заета от южните части на Средната Дунавска равнина и конкретно широката долина на река Росица, като тук източно от село Ресен е и най-ниската точка на общината – 54 m н.в.

#### Води
Цялата територия на общината попада във водосборния басейн на река Янтра. Реката протича през общината с част от своето средно течение, като образува два изключително красиви пролома. Южно от село Ветринци, между нископланинските ридове Стените на запад и Меловете на изток е Ветринският пролом, а между Беляковското плато на запад и Арбанашкото плато, в района на град Велико Търново – забележителния Търновски пролом. В северната част на общината преминава част от долното течение на най-големия приток на Янтра – река Росица, заедно със своите десни притоци реките Негованка и Бохот. Река Негованка в района на село Емен образува живописния Еменски каньон. Южно от областния център през общината преминава най-долното течение на река Белица (десен приток на Янтра) и най-долното течение на левия ѝ приток Дряновска река. В най-югоизточната част на общината преминава участък от средното течение на река Веселина, ляв приток на Стара река, която от своя страна е десен приток на Янтра.

## Административно-териториални промени
- след 1880 г. – заличено е с. Звънковци и е присъединено като квартал на к. Терзиювци;
- през 1881 г. – с. Боруш е изселено;
- Указ № 30/обн. 8 април 1893 г. – преименува с. Фида бей на с. Марийно;
- указ № 311/обн. 23 януари 1923 г. – признава Преображенския манастир за отделно населено място ман.с. Преображенски манастир;
- Указ № 48/обн. 9 февруари 1931 г. – преименува с. Марийно на с. Велчево;
- МЗ № 2820/обн. 14 август 1934 г.:: – преименува с. Балван махла на с. Ветринци;

– преименува к. Гърците на к. Градците;
– преименува с. Кестамбол на с. Момин сбор;
– преименува с. Кованлъка на с. Пчелище;
– преименува с. Голямо Яларе на с. Русаля;
– преименува к. Кара Хасаните на к. Филип Тотево;
– преименува с. Чолакова махала (Чолак махле) на с. Чолаковци;
- МЗ № 1966/обн. 16 ноември 1935 г. – преименува с. Ибричево на с. Водолей;
- МЗ № 7552/обн. 22 ноември 1947 г. – преименува к. Горни Дупини на к. Горни Еневец;

– преименува м. Дамяновци на м. Долни Дамяновци;
- указ № 48/обн. 9 февруари 1951 г. – преименува к. Караджовци на к. Сърненци;
- Указ № 317/обн. 13 декември 1955 г. – заличава с. Шемшево и го присъединява като квартал на с. Леденик;

– признава к. Вонеща вода за с. Вонеща вода;
- през 1956 г. – осъвременено е името на к. Илювци на к. Илевци без административен акт;
- Указ № 50/обн. 9 февруари 1960 г. – преименува к. Първовци на к. Лагерите;
- Указ № 381/обн. 25 октомври 1960 г. – преименува к. Бойчовци на к. Бойчеви колиби;

– преименува к. Самсиите на к. Виларе;
– преименува к. Николчовци на к. Пирамидата;
- Указ № 57/обн. 5 февруари 1965 г. – заличава к. Таслаците и к. Татунчовци;
- Указ № 501/обн. 27 юли 1965 г. – преименува гр. Търново на гр. Велико Търново;
- Указ № 960/обн. 4 януари 1966 г. – осъвременява името на к. Белчовци на к. Белчевци;

– осъвременява името на к. Горни Еневец на к. Горен Еневец;
– осъвременява името на к. Долни Еневец на к. Долен Еневец;
– осъвременява името на к. Йовчовци на к. Йовчевци;
– осъвременява името на к. Ушовци на к. Ушевци;
- Указ № 196/обн. 30 януари 1970 г. – заличава с. Чолаковци и го присъединява като квартал на гр. Велико Търново;
- Указ № 1275/обн. 22 юни 1973 г. – признава с. Килифарево за гр. Килифарево;
- Указ № 1885/обн. 6 септември 1974 г. – заличава к. Зънзарите и к. Свирците;
- Указ № 1942/обн. 17 септември 1974 г. – признава с. Дебелец за гр. Дебелец;
- Указ № 2552/обн. 26 ноември 1974 г. – заличава к. Градците, к. Гърневци и к. Радневци и ги присъединява като квартали на с. Вонеща вода;
- Указ № 202/обн. 2 март 1976 г. – заличава к. Димановци и к. Филип Тотево и ги присъединява като квартали на с. Войнежа;

– заличава к. Терзиювци и ги присъединява като квартал на к. Мишеморков хан;
- Указ № 469/обн. 27 април 1976 г. – преименува к. Мишеморков хан и ги признава за с. Грамадливо;
- Указ № 45/обн. 20 януари 1978 г. – заличава ман.с. Преображенски манастир и го присъединява към с. Леденик;

– заличава к. Хубановци и ги присъединява към к. Райковци;
- Указ № 2294/обн. 26 декември 1978 г. – признава м. Големаните, м. Кладни дял, м. Нацовци и к. Райковци за села;
- Указ № 3005/обн. ДВ бр. 78 – заличава община Килифарево и присъединява прилежащите ѝ населени места към община Велико Търново;
- Указ № 250/обн. 22 август 1991 г. – отделя кв. Шемшево от с. Леденик и го признава за отделно населено място – с. Шемшево;
- Указ № 95/обн. 7 април 1992 г. – преименува с. Капиново на с. Къпиново;
- Указ № 97/обн. 17 април 1992 г. – възстановява старото име на с. Грамадливо на с. Мишеморков хан;
- На основание §7 (т.3) от Закона за административно-териториалното устройство на Република България (ДВ, бр. 63/1995 г.) всички махали, колиби, гари, минни и промишлени селища придобиват статут на села.

## Население

### Населени места
Общината се състои от 89 населени места, от които 3 града и 86 села. Списък на населените места, подредени по азбучен ред, население и площ на землищата им:
| Населено място  | Население (2021 г.) | Площ на землището km2 | Забележка (старо име)                                                                                       |
| --------------- | ------------------- | --------------------- | --- |
| Велико Търново  | 68 507              | 30,379                | Търново, административен център на общината и областта                                                      |
| Дебелец         | 3569                | 26,375                | |
| Килифарево      | 1761                | 28,989                | |
| Арбанаси        | 372                 | 11,881                | |
| Балван          | 435                 | 33,670                | |
| Белчевци        | -                   | -                     | Белчовци, в з-щето на с. Войнежа                                                                            |
| Беляковец       | 864                 | 22,497                | |
| Бижовци         | -                   | -                     | в з-щето на с. Райковци                                                                                     |
| Бойчеви колиби  | 2                   | -                     | Бойчовци, в-щето на с. Габровци                                                                             |
| Бойчовци        | -                   | -                     | в з-щето на с. Вонеща вода                                                                                  |
| Бочковци        | -                   | -                     | в з-щето на с. Райковци                                                                                     |
| Бояновци        | 7                   | -                     | в з-щето на с. Въглевци                                                                                     |
| Бранковци       | -                   | -                     | в з-щето на с. Въглевци                                                                                     |
| Буковец         | 60                  | 8,717                 | |
| Велчево         | 146                 | 20,102                | Фида бей, Марийно                                                                                           |
| Ветринци        | 175                 | 19,542                | Балван махла                                                                                                |
| Виларе          | -                   | -                     | Самсиите, в-з-щето на с. Райковци                                                                           |
| Водолей         | 447                 | 14,829                | Ибричево |
| Войнежа         | 30                  | 40,831                | |
| Вонеща вода     | 160                 | 36,739                | |
| Въглевци        | 32                  | 31,885                | |
| Върлинка        | 2                   | -                     | в з-щето на с. Големаните                                                                                   |
| Габровци        | 29                  | 25,326                | |
| Гащевци         | 7                   | -                     | в з-щето на с. Въглевци                                                                                     |
| Големаните      | 17                  | 12,069                | |
| Горановци       | 1                   | -                     | в з-щето на с. Райковци                                                                                     |
| Горен Еневец    | 4                   | -                     | Горни Дупини, в з-щето на с. Габровци                                                                       |
| Деветаците      | 1                   | -                     | в з-щето на с. Габровци                                                                                     |
| Дечковци        | 3                   | -                     | в з-щето на с. Въглевци                                                                                     |
| Димитровци      | 20                  | -                     | в з-щето на с. Габровци                                                                                     |
| Димовци         | -                   | -                     | в з-щето на с. Райковци                                                                                     |
| Дичин           | 226                 | 20,483                | |
| Дойновци        | -                   | -                     | в з-щето на с. Вонеща вода                                                                                  |
| Долен Еневец    | -                   | -                     | Долни Дупини, в з-щето на с. Габровци                                                                       |
| Долни Дамяновци | 2                   | -                     | Дамяновци, в з-щето на с. Вонеща вода                                                                       |
| Дунавци         | -                   | -                     | в з-щето на с. Въглевци                                                                                     |
| Емен            | 71                  | 15,021                | |
| Ивановци        | 4                   | -                     | в з-щето на с. Райковци                                                                                     |
| Илевци          | 1                   | -                     | Илювци, в з-щето на с. Войнежа                                                                              |
| Йовчевци        | -                   | -                     | Йовчовци, в з-щето на с. Вонеща вода                                                                        |
| Кисьовци        | 4                   | -                     | в з-щето на с. Вонеща вода                                                                                  |
| Кладни дял      | 6                   | -                     | в з-щето на с. Войнежа                                                                                      |
| Клъшка река     | 2                   | -                     | в з-щето на с. Райковци                                                                                     |
| Куцаровци       | 4                   | -                     | в з-щето на с. Плаково                                                                                      |
| Къпиново        | 324                 | 20,636                | Капиново |
| Лагерите        | -                   | -                     | Първовци, в з-щето на с. Райковци                                                                           |
| Леденик         | 846                 | 22,619                | |
| Малки чифлик    | 310                 | 6,015                 | |
| Малчовци        | 8                   | -                     | в з-щето на с. Големаните                                                                                   |
| Марговци        | -                   | -                     | в з-щето на с. Вонеща вода                                                                                  |
| Миндя           | 241                 | 30,849                | |
| Мишеморков хан  | 3                   | -                     | Грамадливо, в з-щето на с. Райковци                                                                         |
| Момин сбор      | 186                 | 15,256                | Кестамбол                                                                                                   |
| Нацовци         | 63                  | –                     | в з-щето на с. Големаните                                                                                   |
| Никюп           | 332                 | 19,433                | |
| Ново село       | 465                 | 41,868                | |
| Осенарите       | 1                   | -                     | в з-щето на с. Вонеща вода                                                                                  |
| Пирамидата      | –                   | –                     | Николчовци, в з-щето на с. Райковци                                                                         |
| Плаково         | 187                 | 29,841                | |
| Пожерник        | -                   | -                     | в з-щето на с. Въглевци                                                                                     |
| Поповци         | 1                   | -                     | в з-щето на с. Войнежа                                                                                      |
| Присово         | 791                 | 24,755                | |
| Продановци      | 4                   | -                     | в з-щето на с. Войнежа                                                                                      |
| Пушево          | 155                 | 14,767                | |
| Пчелище         | 500                 | 33,450                | Кованлъка                                                                                                   |
| Пъровци         | 8                   | -                     | в з-щето на с. Габровци                                                                                     |
| Радковци        | 8                   | -                     | в з-щето на с. Въглевци                                                                                     |
| Райковци        | 21                  | 39,530                | |
| Рашевци         | 1                   | -                     | в з-щето на с. Вонеща вода                                                                                  |
| Ресен           | 1760                | 49,866                | |
| Русаля          | 237                 | 20,236                | Голямо Яларе                                                                                                |
| Русковци        | -                   | -                     | в з-щето на с. Райковци                                                                                     |
| Самоводене      | 1628                | 42,107                | |
| Самсиите        | 1                   | -                     | в з-щето на с. Въглевци                                                                                     |
| Сеймените       | 4                   | -                     | в з-щето на с. Райковци                                                                                     |
| Семковци        | -                   | -                     | в з-щето на с. Райковци                                                                                     |
| Суха река       | -                   | -                     | в з-щето на с. Войнежа                                                                                      |
| Сърненци        | -                   | -                     | Караджовци, в з-щето на с. Вонеща вода                                                                      |
| Терзиите        | 2                   | -                     | в з-щето на с. Вонеща вода                                                                                  |
| Тодоровци       | 1                   | -                     | в з-щето на с. Войнежа                                                                                      |
| Ушевци          | -                   | -                     | Ушовци, в з-щето на с. Вонеща вода                                                                          |
| Хотница         | 394                 | 30,341                | |
| Цепераните      | 2                   | -                     | в з-щето на с. Райковци                                                                                     |
| Церова кория    | 416                 | 14,958                | |
| Цонковци        | -                   | -                     | в з-щето на с. Райковци                                                                                     |
| Шемшево         | 579                 | 12,539                | |
| Шереметя        | 195                 | 6,792                 | |
| Шодековци       | -                   | -                     | в з-щето на с. Габровци                                                                                     |
| Ялово           | 73                  | 10,152                | |
| ОБЩО            | 76 718              | 885,345               | 52 населени места без землища 73 населени места с по-малко от 350 души население, от които 22 без население |

### Население (2001 – 2016)
- 95 000 души (2001)
- 93 865 души (21.07.2005)
- 91 706 души (24.08.2007)
- 93 252 души (15.12.2009)
- 91 333 души (1 февруари 2011)
- 87 181 души (31 декември 2016)

### Етнически състав (2011)
Численост и дял на етническите групи според преброяването на населението през 2011 г.:
|                     | Численост | Дял (в %) |
| Общо                | 88 670    | 100,00    |
| Българи             | 75 570    | 85.23     |
| Турци               | 3 681     | 4.15      |
| Цигани              | 595       | 0.67      |
| Други               | 350       | 0.39      |
| Не се самоопределят | 313       | 0.35      |
| Неотговорили        | 8 161     | 9.20      |

### Раждаемост, смъртност и естествен прираст
Раждаемост, смъртност и естествен прираст през годините, според данни на НСИ:
|      | Численост на живородените | Численост на починалите | Естествен прираст | Коефициент на раждаемост (в ‰) | Коефициент на смъртност (в ‰) | Коефициент на естествен прираст (в ‰) |
| 1985 | 1264                      | 1219                    | 45                | 13.1                           | 12.7                          | 0.5                                   |
| 1988 | 1154                      | 1183                    | -29               | 11.6                           | 11.9                          | -0.3                                  |
| 1989 | 1201                      | 1104                    | 97                | 12.1                           | 11.1                          | 1.0                                   |
| 1990 | 1142                      | 1125                    | 17                | 11.4                           | 11.3                          | 0.2                                   |
| 1991 | 968                       | 1189                    | -221              | 9.6                            | 11.8                          | -2.2                                  |
| 1992 | 901                       | 1147                    | -246              | 9.2                            | 11.7                          | -2.5                                  |
| 1993 | 806                       | 1154                    | -348              | 8.6                            | 12.3                          | -3.7                                  |
| 1994 | 750                       | 1173                    | -423              | 8.0                            | 12.5                          | -4.5                                  |
| 1995 | 687                       | 1237                    | -550              | 7.4                            | 13.2                          | -5.9                                  |
| 1996 | 750                       | 1285                    | -535              | 8.1                            | 13.9                          | -5.8                                  |
| 1997 | 687                       | 1286                    | -599              | 7.5                            | 14.0                          | -6.5                                  |
| 1998 | 681                       | 1230                    | -549              | 7.5                            | 13.5                          | -6.0                                  |
| 1999 | 717                       | 1235                    | -518              | 7.9                            | 13.7                          | -5.7                                  |
| 2000 | 664                       | 1240                    | -576              | 7.4                            | 13.9                          | -6.4                                  |
| 2001 | 683                       | 1096                    | -413              | 7.6                            | 12.3                          | -4.6                                  |
| 2002 | 700                       | 1157                    | -457              | 7.8                            | 12.8                          | -5.1                                  |
| 2003 | 665                       | 1118                    | -453              | 7.4                            | 12.5                          | -5.1                                  |
| 2004 | 655                       | 1181                    | -526              | 7.3                            | 13.2                          | -5.9                                  |
| 2005 | 760                       | 1129                    | -369              | 8.5                            | 12.7                          | -4.1                                  |
| 2006 | 744                       | 1188                    | -444              | 8.4                            | 13.4                          | -5.0                                  |
| 2007 | 770                       | 1141                    | -371              | 8.7                            | 12.9                          | -4.2                                  |
| 2008 | 880                       | 1204                    | -324              | 9.9                            | 13.6                          | -3.6                                  |
| 2009 | 859                       | 1138                    | -279              | 9.7                            | 12.8                          | -3.1                                  |
| 2010 | 811                       | 1192                    | -381              | 9.2                            | 13.5                          | -4.3                                  |
| 2011 | 800                       | 1164                    | -364              | 9.0                            | 13.1                          | -4.1                                  |
| 2012 | 808                       | 1150                    | -342              | 9.1                            | 13.0                          | -3.9                                  |
| 2013 | 840                       | 1055                    | -215              | 9.5                            | 12.0                          | -2.5                                  |
| 2014 | 784                       | 1098                    | -314              | 8.9                            | 12.5                          | -3.6                                  |
| 2015 | 773                       | 1125                    | -352              | 8.9                            | 12.9                          | -4.0                                  |
| 2016 | 821                       | 1100                    | -279              | 9.4                            | 12.6                          | -3.2                                  |
| 2017 | 788                       | 1128                    | -340              | 9.0                            | 12.9                          | -3.9                                  |
| 2018 | 720                       | 1135                    | -415              | 8.3                            | 13.1                          | -4.8                                  |
| 2019 | 664                       | 1150                    | -486              | 7.7                            | 13.3                          | -5.6                                  |
| 2020 | 661                       | 1259                    | -598              | 7.7                            | 14.7                          | -7.0                                  |
| 2021 | 679                       | 1631                    | -952              | 8.0                            | 19.2                          | -11.2                                 |
| 2022 | 617                       | 1236                    | -619              | 8.0                            | 16.1                          | -8.1                                  |
| 2023 | 660                       | 1055                    | -395              | 8.6                            | 13.7                          | -5.1                                  |

### Вероизповедания
Численост и дял на населението по вероизповедание според преброяването на населението през 2011 г.:
|                     | Численост | Дял (в %) |
| Общо                | 88 670    | 100.00    |
| Православие         | 58 308    | 65.75     |
| Католицизъм         | 422       | 0.47      |
| Протестантство      | 464       | 0.52      |
| Ислям               | 2498      | 2.81      |
| Друго               | 140       | 0.15      |
| Нямат               | 3362      | 3.79      |
| Не се самоопределят | 4415      | 4.97      |
| Непоказано          | 19 061    | 21.49     |

## Политика

### Награди за Община Велико Търново
- Победител в онлайн конкурса „Кмет на годината, 2017“, раздел „големи общини“. Приз за кмета инж. Даниел Панов за цялостна дейност през годината във всички сфери на работа на ръководената от него местна администрация.

### Общински съвет
Състав на общинския съвет, избиран на местните избори през годините:
| Инициативен комитет, партия или сдружение                                                                           | 2003    | 2007    | 2011 | 2015    |
| Избирателна активност по време на изборите                                                                          | 39,24 % | 45,98 % |      | 54,49 % |
| Общ брой места | 37      | 37      | 37   | 37      |
| --- | ------- | ------- | ---- | ------- |
| ГЕРБ |         | 9       | 13   | 17      |
| Българска социалистическа партия                                                                                    |         | 8       | 8    | 5       |
| Реформаторски блок                                                                                                  |         |         |      | 4       |
| Българска демократична общност                                                                                      |         |         |      | 3       |
| Коалиция „Движение Царевец за Велико Търново“                                                                       |         |         | 2    | 3       |
| Движение за права и свободи                                                                                         | 1       | 3       | 2    | 2       |
| Патриотите – ВМРО (Национален фронт за спасение на България, ВМРО – Българско национално движение)                  |         |         |      | 2       |
| Алтернатива за българско възраждане                                                                                 |         |         |      | 1       |
| Новото време |         |         | 5    |         |
| ВМРО – Българско национално движение                                                                                | 3       | 2       | 2    |         |
| Коалиция „Синя коалиция“ (Съюз на демократичните сили, Демократи за силна България, Български демократически форум) |         |         | 2    |         |
| Коалиция „Нашият град“                                                                                              |         | 1       | 2    |         |
| Коалиция „Обединени демократични сили“                                                                              |         |         | 1    |         |
| Атака |         | 3       |      |         |
| Коалиция „Граждани за Велико Търново“ (Северна лига, Федерация Активно гражданско общество)                         |         | 3       |      |         |
| Съюз на демократичните сили                                                                                         | 7       | 3       |      |         |
| Коалиция „Гражданско сдружение Преображение“ (Политическо движение „Социалдемократи“, Български социалдемократи)    |         | 2       |      |         |
| ЛИДЕР |         | 1       |      |         |
| Демократи за силна България                                                                                         |         | 1       |      |         |
| Съюз на свободните демократи                                                                                        | 1       | 1       |      |         |
| Коалиция „Обединена левица“                                                                                         | 16      |         |      |         |
| Национално движение „Симеон Втори“                                                                                  | 5       |         |      |         |
| Национално движение за права и свободи                                                                              | 2       |         |      |         |
| Коалиция „Обединение за Велико Търново“                                                                             | 1       |         |      |         |
| Българска социалдемокрация                                                                                          | 1       |         |      |         |

## Транспорт
През територията на общината преминават три участъка от Железопътната мрежа на България:
- през северната част, от запад на изток участък от 13,1 km от трасето на жп линията София – Горна Оряховица – Варна;
- през средата на общината, от север на юг участък от 20 km от трасето на жп линията Русе – Горна Оряховица – Стара Загора – Подкова;
- в източната част, покрай селата Церова кория и Миндя, участък от 9,9 km от трасето нае жп линия Горна Оряховица – Елена[9]. През 2002 г. пътническото движение по линията е преустановено със заповед на Правителството. През 2003 г. линията е закрита като нерентабилна с постановление на Министерския съвет.[10]

През общината преминават частично или изцяло 12 пътя от Републиканската пътна мрежа на България с обща дължина 195,8 km:
- участък от 34,7 km от Републикански път I-4 (от km 100,2 до km 134,9);
- участък от 16 km от Републикански път I-5 (от km 93 до km 114,3);
- участък от 8,4 km от Републикански път II-53 (от km 24,9 до km 33,3);
- началният участък от 33,9 km от Републикански път II-55 (от km 0 до km 33,9);
- участък от 12,4 km от Републикански път III-303 (от km 50,2 до km 62,6);
- началният участък от 15,2 km от Републикански път III-504 (от km 0 до km 15,2);
- последният участък от 6,6 km от Републикански път III-514 (от km 47,4 до km 54,0);
- началният участък от 16,7 km от Републикански път III-551 (от km 0 до km 16,7);
- началният участък от 4,5 km от Републикански път III-552 (от km 0 до km 4,5);
- последният участък от 14,8 km от Републикански път III-3031 (от km 14,6 до km 29,4);
- целият участък от 20,6 km от Републикански път III-5302;
- началният участък от 6,7 km от Републикански път III-5502 (от km 0 до km 6,7).

## Топографски карти
- Лист от карта K-35-27. Мащаб: 1 : 100 000.
- Лист от карта K-35-28. Мащаб: 1 : 100 000.
- Лист от карта K-35-40. Мащаб: 1 : 100 000.